# Браян Данн (тенісист)
Браян Данн (англ. Brian Dunn; нар. 5 квітня 1974) — колишній американський тенісист.
Найвищу одиночну позицію світового рейтингу — 153 місце досяг 27 листопада 1995, парну — 246 місце — 23 жовтня 1995 року.
Здобув 1 парний титул.
Найвищим досягненням на турнірах Великого шолома було 2 коло в одиночному та змішаному парному розрядах.

## Юніорські фінали турнірів Великого шолома

### Одиночний розряд: 3 (1–2)
| Результат | Рік  | Турнір                                 | Покриття | Суперник   | Рахунок  |
| --------- | ---- | -------------------------------------- | -------- | ---------- | -------- |
| Поразка   | 1992 | Відкритий чемпіонат Австралії з тенісу | Тверде   | Грант Дойл | 2–6, 0–6 |
| Поразка   | 1992 | Вімблдонський турнір                   | Трава    | Давід Шкох | 4–6, 3–6 |
| Перемога  | 1992 | Відкритий чемпіонат США з тенісу       | Тверде   | Ноам Бер   | 7–5, 6–2 |

## Фінали ATP Челленджер і ITF Ф'ючерс

### Одиночний розряд: 1 (0–1)
| Легенда              |
| -------------------- |
| ATP Челленджер (0–1) |
| ITF Ф'ючерс (0–0)    |

| Фінали за покриттям |
| ------------------- |
| Тверде (0–0)        |
| Ґрунт (0–1)         |
| Трава (0–0)         |
| Килим (0–0)         |

| Результат | В-П | Дата     | Турнір      | Рівень     | Покриття | Суперник      | Рахунок  |
| --------- | --- | -------- | ----------- | ---------- | -------- | ------------- | -------- |
| Поразка   | 0–1 | Гру 1994 | Нейплс, США | Челленджер | Ґрунт    | Крістіан Рууд | 1–6, 0–6 |

### Парний розряд: 1 (1–0)
| Легенда              |
| -------------------- |
| ATP Челленджер (1–0) |
| ITF Ф'ючерс (0–0)    |

| Фінали за покриттям |
| ------------------- |
| Тверде (0–0)        |
| Ґрунт (1–0)         |
| Трава (0–0)         |
| Килим (0–0)         |

| Результат | В-П | Дата     | Турнір              | Рівень     | Покриття | Партнер        | Суперники        | Рахунок  |
| --------- | --- | -------- | ------------------- | ---------- | -------- | -------------- | ---------------- | -------- |
| Перемога  | 1–0 | Вер 1995 | Ташкент, Узбекистан | Челленджер | Ґрунт    | Аттіла Шавольт | Ноам Бер Еял Ран | 6–3, 6–2 |

## Часовий графік результатів
| W | Ф | ПФ | ЧФ | #Р | КТ | К# | DNQ | A | NH |

### Одиночний розряд
| Турніри Великого шлему                 |     |     |     |     |     |       |     |     |
| Відкритий чемпіонат Австралії з тенісу | К2р | К1р | К2р |     |     | 0 / 0 | 0–0 | –   |
| Відкритий чемпіонат Франції з тенісу   |     |     |     |     |     | 0 / 0 | 0–0 | –   |
| Вімблдонський турнір                   |     |     |     |     |     | 0 / 0 | 0–0 | –   |
| Відкритий чемпіонат США з тенісу       | 2р  | К1р | К1р |     |     | 0 / 1 | 1–1 | 50% |
| В-П                                    | 1–1 | 0–0 | 0–0 | 0–0 | 0–0 | 0 / 1 | 1–1 | 50% |
| Тур ATP Мастерс 1000                   |     |     |     |     |     |       |     |     |
| Індіан-Веллс                           |     | К2р | К1р | К1р |     | 0 / 0 | 0–0 | –   |
| Відкритий чемпіонат Маямі з тенісу     | 1р  | К1р | К1р |     | К2р | 0 / 1 | 0–1 | 0%  |
| Мастерс Канада                         |     |     | К1р |     |     | 0 / 0 | 0–0 | –   |
| В-П                                    | 0–1 | 0–0 | 0–0 | 0–0 | 0–0 | 0 / 1 | 0–1 | 0%  |